# Maria Bashir
Maria Bashir (Herat, Afganistan, 1970) és la fiscal general de la província d'Herat, a l'Afganistan. És l'única dona que ha tingut aquest càrrec. que ocupa des de 2009. Amb una experiència de més de 15 anys en l'administració pública afganesa, ha estat enfrontada als talibans, als policies corruptes, a les amenaces de mort i a intents d'assassinat. Sota el règim dels talibans, se li va prohibir treballar i es va dedicar a l'escolaritzar dones joves a domicili. Després del règim dels talibans, va tornar a ser cridada al servei i va ser nomenada fiscal general de la província d'Herat. Bashir ha orientat la seva acció contra la corrupció i l'opressió de la dona en, a data de 2010, fins a 87 casos.
L'any 2011, Maria Bashir va obtenir, de la mà del Departament d'Estat dels Estats Units, el Premi Internacional Dona Coratge.
Al mateix any, va ser distingida per la Time (revista), entre les 100 persones més influents del món.